# Pietracatella
Pietracatella ist eine italienische Gemeinde (comune) mit 1234 Einwohnern (Stand 31. Dezember 2023) in der Provinz Campobasso in der Region Molise. Die Gemeinde liegt etwa 17 Kilometer ostnordöstlich von Campobasso.

## Verkehr
In der Gemeinde kreuzen sich die Strada Statale 212 della Valle Fortore von Benevent nach Ripabottoni und die Strada Statale 645 Fondo Valle del Tappino von Campobasso kommend.